# 박성태의 대권질주
《박성태의 대권질주》는 대한민국에서 평일 오후 3시 30분에 텔레비전으로 방송되었던 JTBC의 정치 전문 보도 프로그램이다. 2012년 대선을 앞두고 대통령에 관한 소식을 전한다.

## 방송 시간
- 2012년 7월 10일 ~ 2012년 9월 21일 : 오후 4시 ~ 5시
- 2012년 9월 24일 ~ 2012년 12월 18일 : 오후 3시 30분 ~ 5시

## 코너
- 정치판독
- 삐딱카메라
- 토크본색 9회말
- 대통령 후보의 비밀
- 대선 파파라치

## 그 외 JTBC 뉴스 프로그램
- JTBC 뉴스 오늘의 모든 조간
- JTBC 뉴스 정오의 현장
- JTBC 뉴스 이브닝
- JTBC 뉴스 9
- 날씨&스포츠 쨍하고 공뜬날
- JTBC 주말뉴스

## 동시간대 경쟁 프로그램
- MBN 뉴스 M (매일방송)
- 채널A 이언경의 세상만사 (채널A)
- 뉴스와이드 참 (조선방송)